# Río Paru de Oeste
El río Paru de Oeste (o también Cuminá) es un río amazónico brasileño, un afluente del río Trombetas, a su vez afluente de la margen norte (izquierda) del río Amazonas. Discurre íntegramente por el estado de Pará. Tiene una longitud de 710 km.

## Geografía
El río Paru de Oeste es un río de aguas blancas que tiene sus fuentes en los altos de la Guyana, en la sierra Tumucumaque, en la frontera con Surinam. Sus fuentes están dentro del Parque Indígena de Tucumaque, algo al norte de Maloca Velha. Nace casi en el mismo lugar que el río Paru, que en este curso alto es conocido como Paru de Este. Discurre en dirección sur y su largo curso es interrumpido frecuentemente por violentas corrientes, barreras rocosas, y rápidos. Tras pasar Aldeia das Canoas, recibe por la derecha su principal afluente, el río Marapi, en la localidad de Maloca, al borde del Parque Indígena.
Aguas abajo el curso sigue siendo muy accidentado, con muchas zonas de cascadas, entre las que destacan la de Tapiú y Torino. En este tramo el río baña las localidades de Rufino, Santo Antonio  y ya en la parte baja, Cuminá, que a veces da nombre al río.
Desemboca por la margen izquierda en el curso bajo del río Trombetas.